# John Maus
John Maus is een Amerikaans muzikant, componist en zanger.

## Biografie
Maus werd geboren in 1980 te Austin (Minnesota). In 1998 begon hij muziekcompositie te studeren aan het 'California Institute of the Arts'. Daar ontmoette hij Ariel Pink met wie hij bevriend raakte en samenwoonde. Ze wisselden elkaars muziek uit en Maus maakte deel uit van de oorspronkelijke Ariel Pink's Haunted Graffiti line-up. Als Maus solo optrad zong hij karaoke op zijn eigen vooraf opgenomen muziek. Die muziek werd oorspronkelijk niet goed ontvangen maar hij vond uiteindelijk toch een uitgever. In 2006 verscheen zijn eerste album, Songs, met werk van de vijf voorgaande jaren. Een jaar later werd Love is Real uitgebracht.
Rond die periode kreeg Maus een studiebeurs toegewezen om politieke filosofie te studeren aan de universiteit van Hawaï. Hij gaf er les, werkte er aan zijn scriptie en schreef 's avonds muziek. In 2009 verhuisde hij terug naar Minnesota om in alle rust aan zijn scriptie en muziek te kunnen werken. De eenzaamheid maakte muziek schrijven echter moeilijk. Hij hield zich onledig met chemische experimenten en stak zichzelf daarbij een aantal keer in brand.
Ondertussen studeerde hij aan de 'European Graduate School' in Zwitserland waar hij les kreeg van Alain Badiou. De titel van Maus' derde album, We Must Become the Pitiless Censors of Ourselves refereert naar Badiou's werk. Het schrijven van het album was een zoektocht naar de perfecte popsong. Daartoe gebruikte Maus voor het eerst, 31 jaar oud ondertussen, geestverruimende middelen zoals roesmiddelen en een isolatietank. Dit droeg volgens hem echter niets bij aan het album.
Het afwerken van zijn scriptie Communication and Control over de invloed van technologie op sociale controle nam nog twee jaar in beslag. Vervolgens prutste Maus twee jaar met modulaire synthesizers. Daarna hield hij zich terug bezig met computers en muziek schrijven. In 2017 bracht Maus het apocalyptische album Screen Memories uit. Het jaar daarop verscheen Addendum. Ter ondersteuning van de albums ging Maus voor het eerst met een liveband op toer. Zijn broer Joe speelde erin mee maar stierf in juli 2018 enkele uren voor een optreden in Letland aan een hartaanval. Hierdoor werd Maus' optreden op Pukkelpop geannuleerd. Later dat jaar begon Maus terug solo te toeren.

## Discografie
Naast enkele verzamelalbums en zelf uitgebracht materiaal zijn dit Maus' officiële albums:
- 2006: Songs
- 2007: Love is real
- 2011: We Must Become the Pitiless Censors of Ourselves
- 2017: Screen Memories
- 2018: Addendum

- Gemeinsame Normdatei: 1049678303
- International Standard Name Identifier: 0000 0003 6121 4152
- Library of Congress Control Number: no2012001236
- MusicBrainz: c6be66af-28b4-4b87-a8ba-3f46ec6fe986
- Virtual International Authority File: 223471750
- WorldCat: E39PBJxRGCQPjkkCY8MwXpRBT3